# Merkur (vállalat)
A Merkur Személygépkocsi Értékesítő Vállalat (rövidítve Merkur) egy Magyarországon 1964 és 1993 között működött, az autóeladások tekintetében monopolhelyzetben volt állami vállalat. A fennállása alatt több mint 2,2 millió, főleg KGST országokból behozott autót értékesített.
1990-ben árbevétel alapján még Magyarország 9. legnagyobb árbevételt (27266 M Ft) elért vállalata volt, 568M Ft pozitív eredménnyel és 1115 fő alkalmazotti létszámmal.

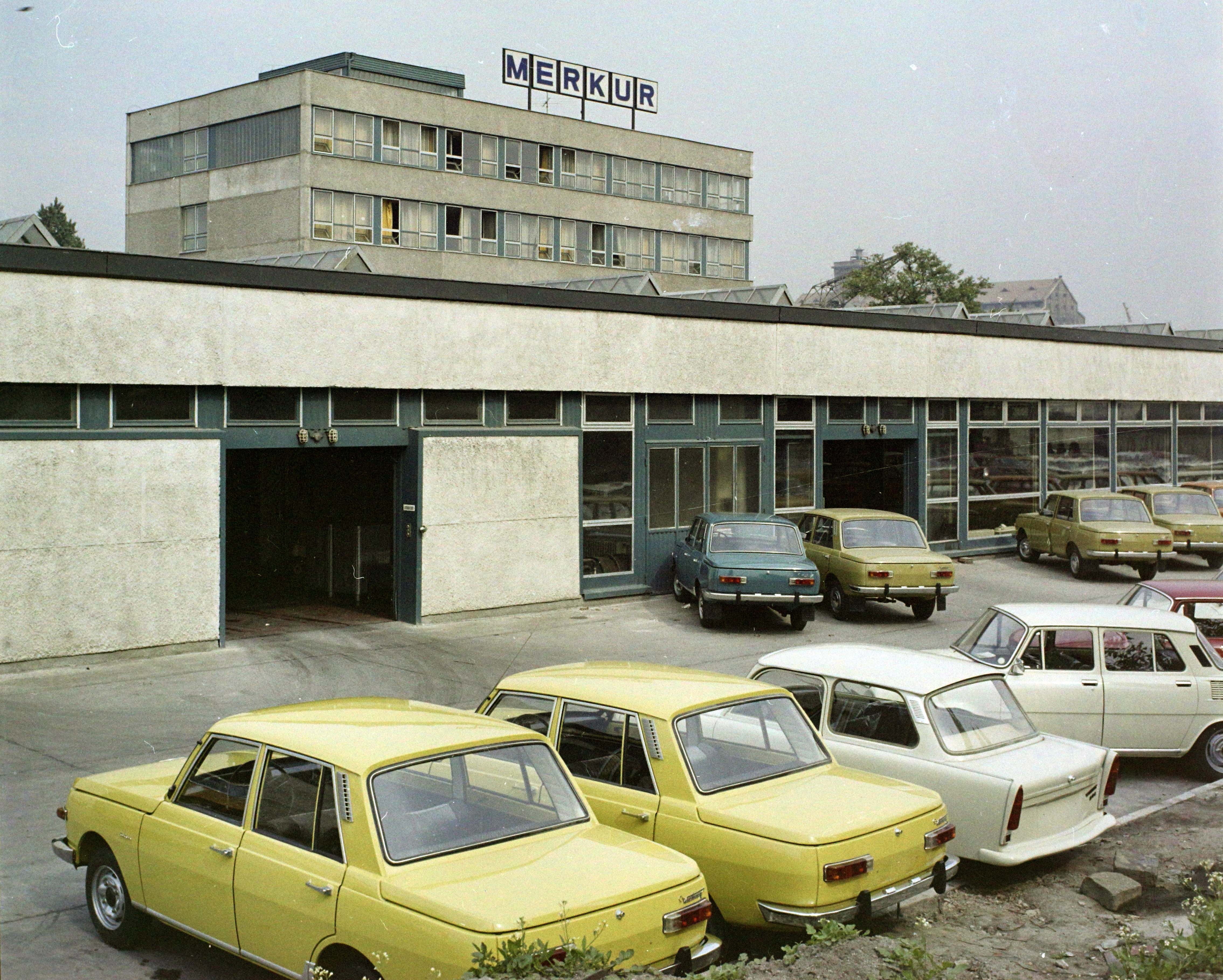
Merkur Személygépkocsi Értékesítő Vállalat (Petróleum utca 4. irodaépület)

### A vállalat székhelye, telephelyei
- A vállalat központja az 1063 Budapest, Szív u. 60. alatt volt található, illetve az 1094 Budapest, Üllői út 47–49. szám alatt is volt részlegük.
- A vállalat fontosabb telephelyei: Csepel (Budapest), Debrecen és Győr.[2]

### A vállalat igazgatói, (vezérigazgató):[2]
- Székely Károly 1964-1965
- Csűri István 1965-1987
- dr Hellner Károly 1987-1990[5]
- dr. Oroszi János 1990 -?[6]
- Horváth Árpád 1992-1993?

## Előzmények, a személygépjármű helyzet Magyarországon a háború utáni időszakban
Magyarországon 1933-ban 8472 személyautó volt, számuk 1940-ben már 31 ezerre nőtt, ezt követően a háború miatt drasztikusan, lecsökkent. 1947-ben 7200 személyautó volt forgalomban. A személyautók száma csak 1960-ra érte el a háború előtti számot. A világháborút követően a megmaradt járműveket államosították. A kormányzat az 1940-es évek végén korlátozásokat vezetett be a személyautók birtoklására és használatára vonatkozóan. Nagyon kevesen és azok is kizárólag engedéllyel birtokolhattak autót. A változásokra 1958-tól került sor, áprilisától enyhítettek a szabályozáson és így már új és használt autókat is lehetett vásárolni, az állam lehetővé tett a magánszemélyek részére az autótulajdonlást, a két betű-négy számos rendszámot is ekkor bevezették be.
Az új gépjárművek száma azonban elenyésző volt, az első évben összesen kevesebb mint 500 új autó érkezett. Először Wartburg 900, Moszkvics 402 és Skoda 440 Spartak márkájú autókból érkezett néhány száz darab. Ezek ára 40 és 45 ezer forint között volt, de csak a kivételezettek juthattak hozzájuk. Az 1959-ben érkezett 272 darab kelet-német P 70-es szállítmány darabjaiért is protekcióval jutottak hozzá. A gépjárművek importját a MOGÜRT vállalat (Magyar Országos Gépkocsi Üzemi Részvénytársaság) végezte, míg az értékesítést a Belkereskedelmi Gépkocsijavító Vállalat. Az 1962-ben beérkező nagyobb gépjárműszállítmányból eredően a vállalat a megnövekedett adminisztrációs feladatok végett nem tudta elvégezni a megbízásait, ezután az új autók értékesítéseivel egy ideig a Csepel Kerékpár- és Motorkerékpár-nagykereskedelmi Vállalat foglalkozott. Egyre nagyobb igény jelentkezett a lakosság részéről a gépjárművekre. Bevezették a gépjármű előjegyzési rendszert, de a várakozási idő nem csökkent 4-5 év alá. 1963-ban a Trabant P50 és Fiat márkákat már csak olyan vevőknek értékesítették, akik két éven belül még nem vettek autót.

## A vállalat megalakulása, kezdeti időszak
A Belkereskedelmi Gépkocsijavító Vállalatot követően rövid időn belül a Csepel Kerékpár- és Motorkerékpár-nagykereskedelmi Vállalat sem tudta megfelelően ellátni a megnövekedett feladatait, ezért szükség volt egy olyan vállalatra, amely kifejezetten az autók értékesítésével foglalkozik. A fentiek miatt 1964 elején megalapították a Merkur Személygépkocsi-értékesítő Vállalatot, amelynek közvetlen irányítását és ellenőrzését a Belkereskedelmi Minisztérium Vas- és Műszaki Főigazgatósága látta el. Az import tevékenység továbbra is a Mogürt vállalathoz tartozott, a beszerzést ők szervezték és kötötték meg a szerződéseket. A Merkur a behozott gépkocsik átvételét, tárolását, majd a vevők részére történő átadását végezte.

## A Merkur működése, tevékenysége

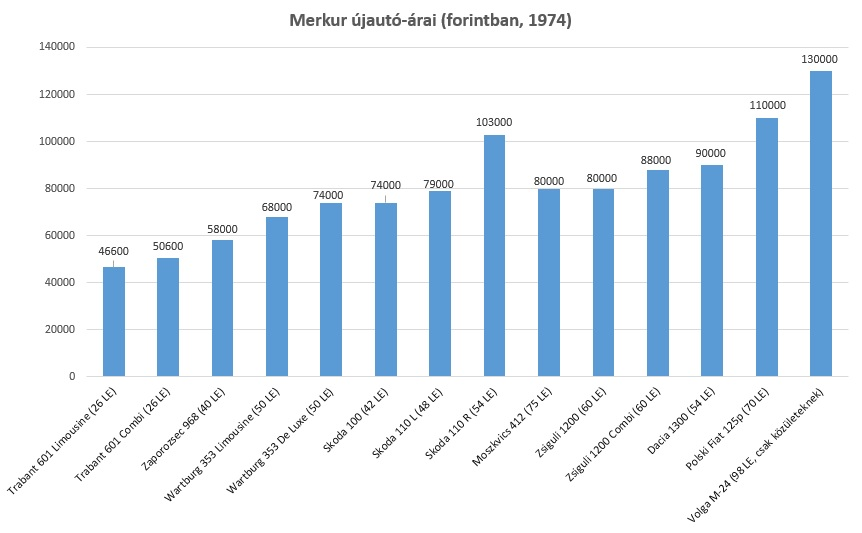
Merkur újautó-árak, 1974

Az 1957–1965 közötti időszakban a lakosság részére kevesebb mint 60 ezer személyautót értékesítettek, majd a 1966–1970 közötti időszakban már 113 ezer autót. A Merkur kínálata az 1960-as években úgy hat modellt jelentett. Az első Trabant 38 ezer, a Wartburg 40 ezer, a Skoda Octavia 45 ezer, míg a Moszkvics 402-es 42 ezer forintba került. Az 1960-as évek végén még minden harmadik átadott autó Trabant volt. A keresletet azonban nem tudták kielégíteni.

#### Nyugati gyártmányok
A nyugati gyártmányok behozatala nehézségbe ütközött, mert nem állt rendelkezésre elegendő valuta (dollár, német márka), amivel fizetni lehetett volna a nyugatiaknak. Azért volt néhány eset, amikor néhány száz Fiat, Renault, és VW modellt sikerült behozni az országba, de ezeket elkapkodták, főleg a protekcióval rendelkezőknek adták. A nyugati márkák közül 1968-ban nyolcezer Fiat 500-as és 850-es, négyszáz Renault R 16-os és ötezer Volkswagen Bogár érkezett a Merkurhoz. A VW Bogár ára 80ezer, míg a Fiat 850-es kupé 107 ezer forintba került. 1969-ben egy Ford Escort szállítmány is érkezett, amiért hűtőgépeket adott cserébe a magyar állam. A nyugati modelleket forintért lehetett megvenni, de már előjegyzéskor be kellett fizetni a teljes vételárat. A nyugati típusok behozatalára legtöbbször barter keretében került sor, amely során Magyarország általában mezőgazdasági terméket vagy Ikarus buszokat adott cserébe. 1968 után volt még egy Fiat 500-as szállítmány, illetve a Fiat 850-eseket 1970 végéig értékesítették. A Merkur 1971-es árlistája szerint a 80 ezer forintért hirdetett Zsiguli, a 72 ezres áron szereplő Skoda S 100, vagy a Trabant 601 46 ezer forintos ára mellett megtalálhatóak voltak a nyugati típusok is, így a Fiat 500 Limousine 56 ezer, a Fiat 850 Sport Coupe 103 ezer, a Renault 4 82 ezer, a Renault 16TL 138 ezer, illetve a VW 1300 (Bogár) 100.000 forintos áron. 1972-ben még további VW Bogár érkezett az országba. Ezt követben, az 1970-es években a Belkereskedelmi Minisztérium nem adott több importengedélyt nyugati személygépkocsik behozatalára, a döntést a külkereskedelmi mérleg stabilitásával és valutahiánnyal indokolták.

#### A használtautó kereskedelem
A használtautó-kereskedelem piaci alapon működött. Ha egy autóra több jelentkező is volt, akkor sorsolást tartottak, míg a nyugati modellekre árverést rendeztek.

#### Az autók kiválasztása, rendelés és szállítás

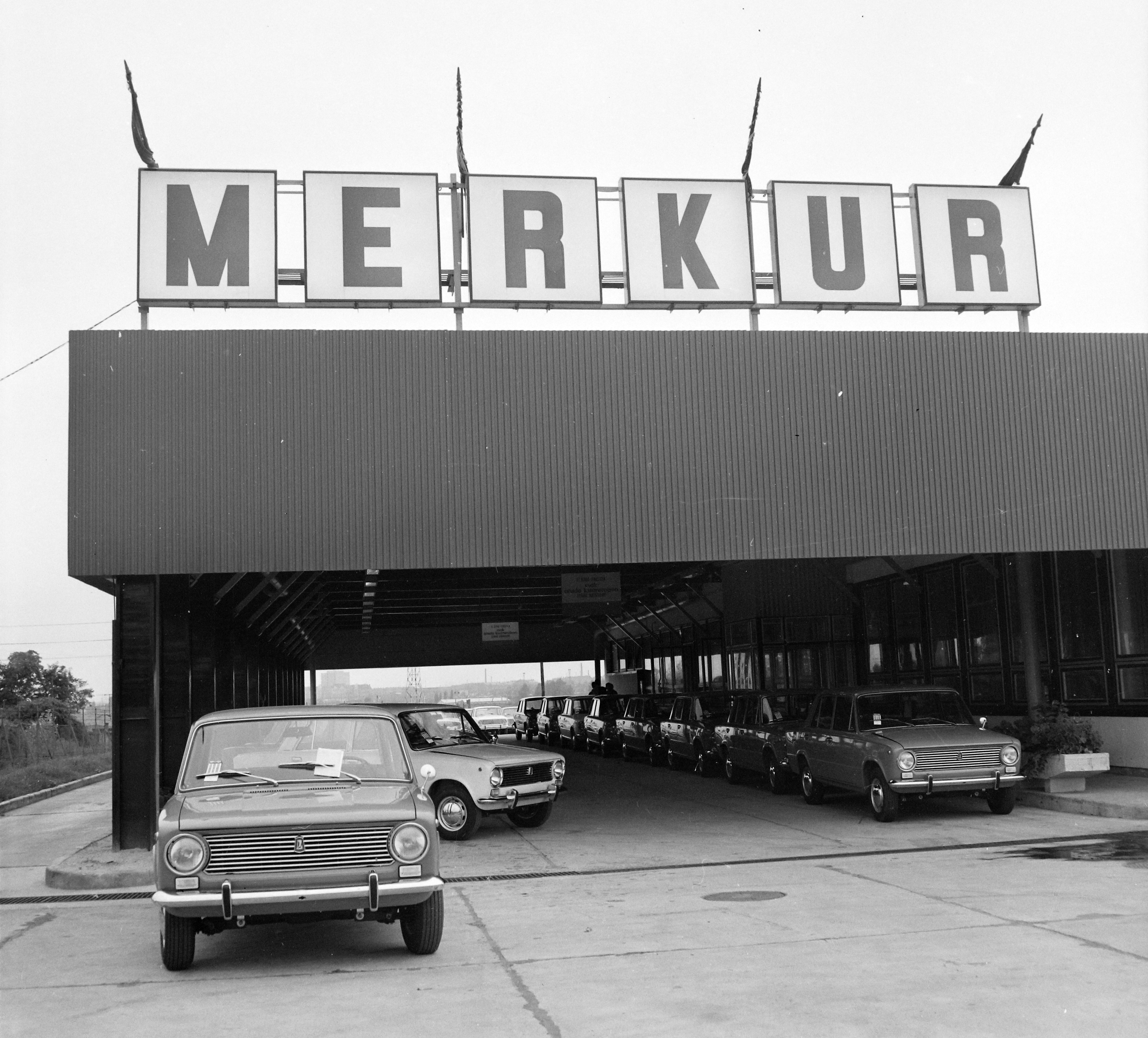
Merkur Személygépkocsi Értékesítő Vállalat (Védgát utca 5-7., alatti telepe)

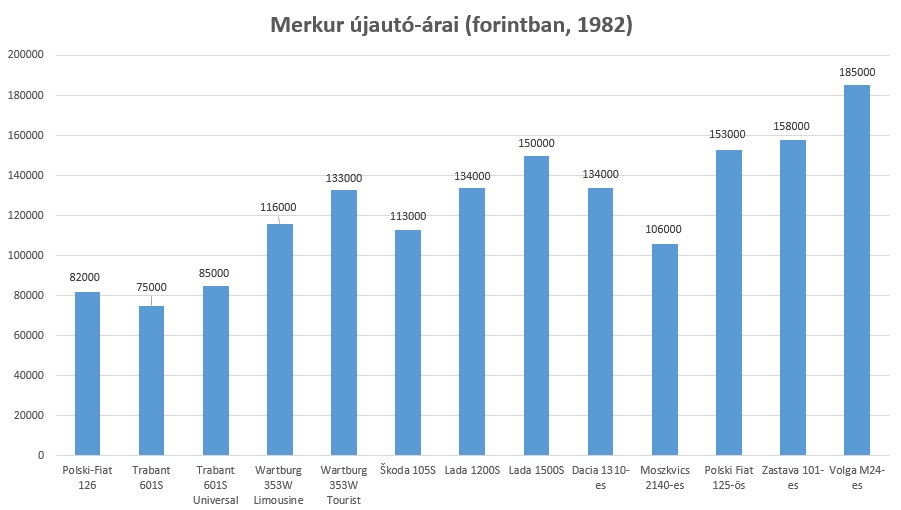
Merkur újautó-árak, 1982

A Volga, Warsawa és Tatra márkákat magánszemély nem, csak közületek rendelhettek, ezek forgalmazását az AUTOKER (Autó- és Alkatrészkereskedelmi Vállalat) végezte. A közületi értékesítés 1970-ben átkerült az Autókertől a Merkurhoz, de az import továbbra is a Mogürt feladatköre maradt. A nagy változást a Zsiguli megjelenése jelentette. A lakosság körében a szovjet Zsiguli (később forgalmazták Lada néven) lett népszerű. Miután Togliattiban 1970. április 19-én elkészült el az első Zsiguli, a Merkur igazgatója a tulajdonosnak 1971. júniusában adta át Debrecenben az első Zsigulit, amely egy fehér ezerkettes volt. 1971-ben Budapesten és Debrecenben összesen 13 ezret adnak át, amiből tízezer került magánszemélyek részére. A barter keretében a Zsigulikat többnyire Ikarus buszokért cserébe szállították. Az első nagyobb Zsiguli-szállítmány kék és zöld színű autókat tartalmazott, a zöldeket a Volán, a kékeket a Főtaxi kapta. A százezredik Zsiguli átadására 1975. március 4-én került sor. A vállalat a kezdeti időszakot követően évente százezernél több KGST gyártmányú személyautót értékesített. Az előjegyzések száma rendszerint negyedmillió felett volt, az igényeket nem tudták kellően kielégíteni. Az eladási rekord 157 ezer autó átadását jelentette 1986-ban, ezen évben érkezett a legnagyobb szállítmány.
A külföldről beérkező autókat vasúton szállították, Budapesten két telephely is volt (Áfor utcai telep, csepeli Szabadkikötőben), ahol az iparvágányok ki voltak építve. A vonatokról történt lerakodást után már teherautókkal szállították el az autókat a Gubacsi-telepre. Minden állomáson álló vonatokon lévő szállítmányt pedig még őrizni is kellett, mert az alkatrészhiány miatt pillanatok alatt szétlopták. A lopások következtében eladhatatlan autók is akadtak. A vevők az új autókat a vállalat telephelyein vehették át. A budapesti (Csepelen és a Gubacsi hídnál lévő) telephelyen kívül Debrecenben és Győrben. A debreceni volt a cég első vidéki telephely, amely a Tiszántúl és Észak-Magyarország vevőkörét látta el. A Szegeden található befejezetlen maradt. Később néhány kijelölt autószervizben is (pl. Autószöv, Jókai u. 25.) került sor autók átadásokra. A vállalatnak használtautó-telepei is voltak Debrecenben, Győrben, Szegeden, Békéscsabán, illetve Budapesten a Nagy Lajos király útjánál. Az országban külön autószalonok voltak, ahol az érdeklődők megtekinthették a modelleket és egyéb információkat kaphattak az adott gépjárművel kapcsolatban. Az első ilyen autószalon Budapesten 1960-ban a Népköztársaság útján (jelenleg Andrássy út) nyílt meg. 1963. május 24-én nyílt meg a Lenin körút 77. szám alatt (ma Erzsébet körúton) az újabb autószalon, ahol a Moszkvics és Skoda típusokat mutatták be. További autószalon működött Budapesten a Martinelli téren (jelenleg Szervita téren) is, valamint Pécsett és Zalaegerszegen. Az autóvásárlók kézikönyve egy évente megjelenő kiadványa volt a Merkurnak, ebben szerepelt az aktuális modellválaszték.

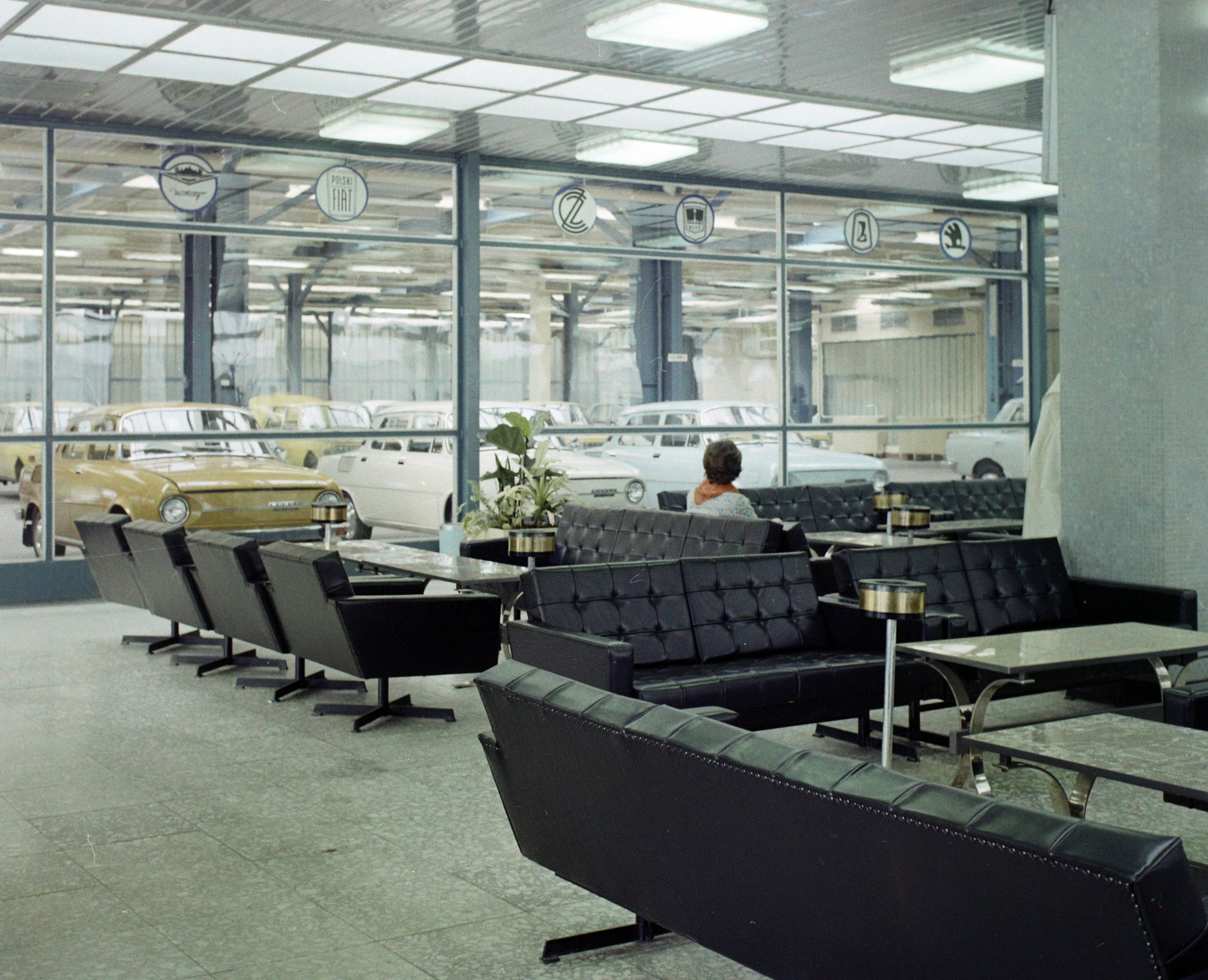
Merkur váróterem (Petróleum utca 4.)

Fizetési feltételek, vételár fizetésének menete
Az autó megrendelésekor egy idő után már előleget kellett fizetni, amely a vételár 20, majd 1981 októberétől 50%-ra emelkedett. 1989-ben 40%-ra csökkentették. Ezen összeg befizetése után lehetett előjegyzési listára kerülni. A pénzt az OTP banknál kellett befizetni, majd a fennmaradó összeget még az átvétel előtt kellett befizetni a bankban. Az első időszakban a cég nem fizetett kamatot, majd az 1970-es évek közepétől a befizetett előleg összegre már fizettek kamatot (3%). Minden vevő sorszámot kapott és elvileg a befizetések sorrendének alapján számíthattak az ügyfelek a sorra kerülésükre. A postai úton történt átvételi értesítő megküldéséig lehetőség volt Martinelli téri autószalonban vagy az Autó-Motor lapban nyomon követni a sorszámokat. A sorszám alapján lehetett arra következtetni, hogy mennyit kell még várnia az autó átvételéig. Az átvétel előtt minimum nyolc nappal korábban a vevőknek kiküldték az értesítéseket az átvétellel kapcsolatban, így ezen idő alatt kellett befizetni a még fennmaradt összeget. Az autó átvételéhez szükséges volt a befizetési bizonylatot magával vinniük a tulajdonosoknak.
A Merkur mellett a Konsumex Külkereskedelmi Vállalaton keresztül bizonyos esetekben nyugati valutáért hozzá lehetett jutni autókhoz. A Konsumex-nél azon magyar állampolgárok, akik külföldön dolgoztak, vagy nyugaton rokonuk volt, és ezért rendelkeztek megfelelő mennyiségű dollárral, egy összegben befizetve igényelhettek autót. Ezen esetekben lehetett nyugati típusokhoz hozzájutni. A Konsumex egyébként a Merkurtól rendelte meg az autókat. Abban az esetben, ha a Merkurnál forgalmazott típus közül választott a vevő, akkor soron kívül kapta meg.

### Szervízelés, hibák, javítások, árdrágulás
A Merkur névvel kapcsolatban meghatározó negatívumként maradt fenn, hogy a vásárlók sokszor nem a megrendeléskor kiválasztott színű autót kapták meg, illetve gyakoriak voltak a szépséghibás autók. A sokéves várakozás jellemző volt. A kivételezett helyzetűek, így a pártbizottságok, az állami intézmények magas beosztású vezetői és meghatározott kitüntetések (kimagasló sportolók, művészek, vezető orvosok) birtokosai azonban várakozás nélkül, vagyis soron kívül tudtak az autókhoz jutni. Egyes adatok szerint a soronkívüliség az autók akár húsz százalékánál is jelentkezhetett.

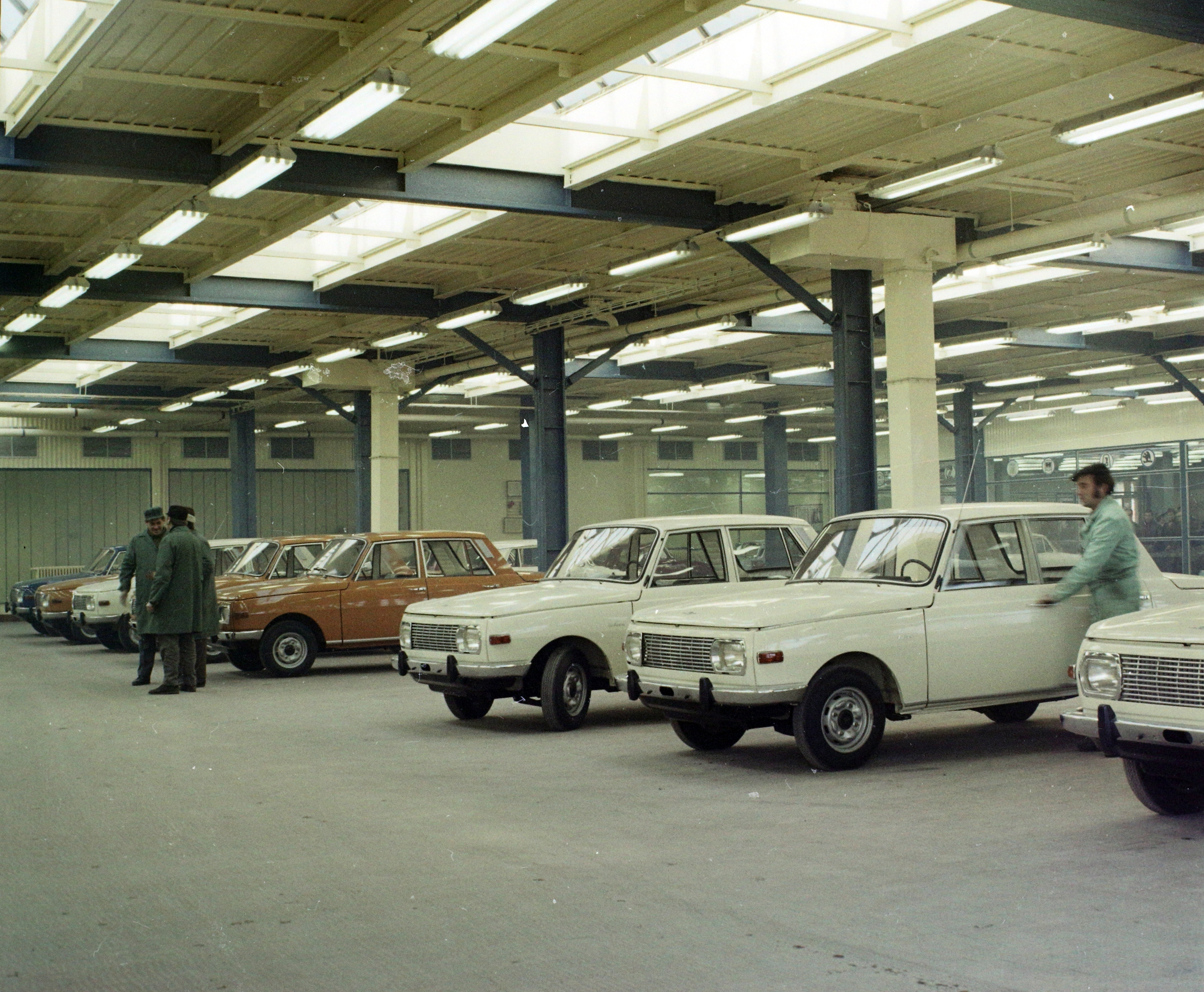
Merkur átadó csarnok (Petróleum utca 4.)

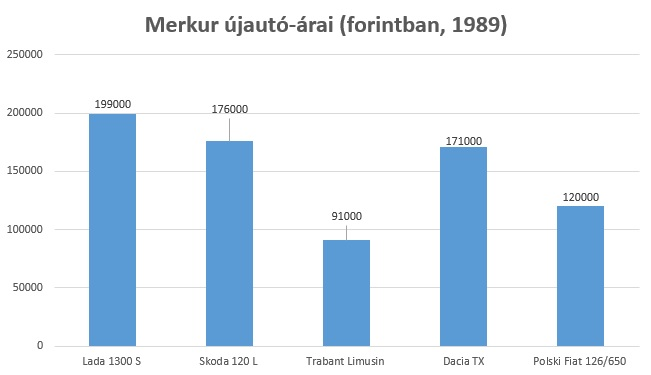
Merkur újautó-árak, 1989

A vállalat mozgásterét a szűkös beszerzési források korlátozták, emiatt a kínálat is korlátozott volt, néhány keleti márka és típus jelentette a választékot. Az 1980-as évek végére az értékesített modellek elavultakká váltak, a gyártók a fejlesztésre és újításokra nem fordítottak elég figyelmet és forrást. A minőségi problémák közül több javítást házon belül végeztek el, de még így is számtalan panasz érkezett a vevők részéről. A Zaporozsecek olyan rossz konstrukciók voltak, hogy csak a módosított változatot vizsgáztatták le, de még azzal baj volt. Az 1980-as évekbeli Daciák esetében különös sok reklamáció volt. Az autók féltengelye, önindítója, generátora és hűtőventilátora is folyamatos javítást igényelt. Néhány szállítmánynál a meghibásodási ráta elérte a hatvan százalékot. A Merkur a hibás járműveket lista szerinti új áron elvileg nem értékesíthette. A kisebb sérülésekkel rendelkező járműveket a soron kívüli eladásra váró csoportba kerültek, amelyből azok kaphattak, akik elfogadták az autó sérüléseit, szépséghibáit, ezáltal a várakozási idejük lecsökkent.
A kínálat és típusválaszték hosszú évek alatt csak keveset változott, de az árak folyamatosan emelkedtek. A 2101-es Zsiguli (Lada 1200) modell 1971-ben 80 ezer forintos áron került bevezetésre, 1984-ben 134 ezer, 1987-ben pedig már 142 ezer forintot volt az ára a Merkur listán. A sok esetben több évig tartó várakozási idő alatt bekövetkezett áremeléseket a vevőknek el kellett fogadniuk, esetleg típust módosíthattak. 1989-ban 15 féle modell volt választható. 1989 januárjában bejelentették, hogy „A személygépkocsi árak az importárak, a vevőszolgálati költségek növekedése és az import forgalmi adó emelése miatt átlagosan mintegy 25 százalékkal növekednek.” A Lada 1300 S típus új ára 199 ezer, a Skoda 120 L ára 176 ezer, a Trabant Limusin 91 ezer forint lett. 1990. január elején ismételten áremelkedést jelentettek be. A Trabant 91 ezer forintról 102 ezer forintra, az 1500-as Lada 240 ezerről 310 ezer forintra, míg a Polski Fiat 120 ezer forintról 160 ezerre nőtt. 1990-ben a keleti típusok közül Lada, Dacia, Wartburg és Trabant gépjárművekre vonatozóan már megvoltak a várható szállítási darabszámok. A Merkur ekkor már nyugati típusok forgalmazását is tervezte, 200 Volkswagen Golf, 300 Opel Kadett, illetve Marutik beszerzésére felől intézkedtek. Az első négyütemű, VW Polo motoros Trabant szállítmány 1990 nyarán érkezett meg.

## A megváltozott gazdasági viszonyok és a vállalat megszűnése
1989-től kezdve egyre többen hoztak be Nyugat-Európából (főleg Ausztriából és Németországból) használt autókat, amelyek még használt állapotukban is a legtöbb esetben jobban voltak, mint a Merkur által kínált új, de KGST modellek. Az igények egyre inkább a nyugati gyártmányok felé tértek át.
A vállalat működése során problémát okozott, hogy a Merkur az értékesített járművek után autónként azok árának csak 3–3,5 százalékát kapta meg az államtól. Ezen bevételből kellett működnie, a kiadásait (közüzemi díjakat, illetményeket stb.) fedeznie. A kötött árrés azt is jelentette, hogy a központ valamint a telepek fenntartási költségein túl a forgalom 4,5 százalékából kellett fedezni a garanciával és szavatossággal kapcsolatos javítások, cserék költségeit is. A garanciális költség magas, úgy 5%-os volt, ennek oka az új autók rossz minősége volt. 1986-ban például 100 autóból a Ladák esetén 3,4, a Daciak esetén 9,2 autónál történt reklamáció, a garanciális költség az első évben pedig Lada esetében 4 970 Ft, Dacia esetén 8 000 Ft volt. A Moszkvics esetében pedig 7,7 %-át (8600 Ft) tette ki az autó árának az első évi garanciális javítás költsége. A helyzetet az is nehezítette, hogy a nyolcvanas évek elején a Merkurhoz került a korábban AFIT által végzett szervizelés irányítása és a megnövekedett feladatkörhöz (garanciális javítások) nem biztosított az állam elegendő többletforrást.

### Adósság keletkezés, a társaság végelszámolása
A bevétel növelésére árképzés útján nem volt lehetősége, mert a gépkocsik eladási árát a Belkereskedelmi Minisztérium határozta meg. A Merkurnak folyamatosan nőttek az adósságai, a vám- és az adóhatósággal szemben jelentős tartozásai keletkeztek. A cég korábbi igazgatóhelyettese szerint a tartozás felhalmozódásában annak is szerepe volt, hogy a Merkur garanciális javítóműhelyeiben elvégzett munkák esetében az előre meghatározott garanciális költségek nem fedezték az autók javításainak kiadásait, amely emiatt veszteséget okozott. Az Állami Vagyonügynökség 1993 áprilisában rendelte el a Merkur jogutód nélküli, végelszámolás útján történő megszüntetését. Ezen időpontban négymilliárdos forint értékű tárgyi vagyonnal és tizenhat teleppel rendelkezett. A fennálló tartozásai rendezése érdekében az ingatlanok egy részét értékesítették. A csepeli telephely a vámhatóságé, míg a Szív utcai központi épület az adóhatóságé lett. Az adósságrendezést követően a társaság még irodaépülettel és pénzvagyonnal is rendelkezett. Egyes források szerint a megmaradt ingatlanvagyon jelentős része áron alul került magánkézbe.
A Merkur megszűnését követően az egymás után nyíló – a köztudatban akkor még nyugati márkának számító – magán autókereskedők és egyéb vállalkozások lepték el a magyar piacot, immáron piaci alapon működve.

## Személygépkocsik száma Magyarországon 1960-1995
A Merkur működése során az országban többszörösére emelkedett a személyautók száma. Néhány kivételtől eltekintve az autók túlnyomó többsége a Merkur vállalaton keresztül került a tulajdonosokhoz. 

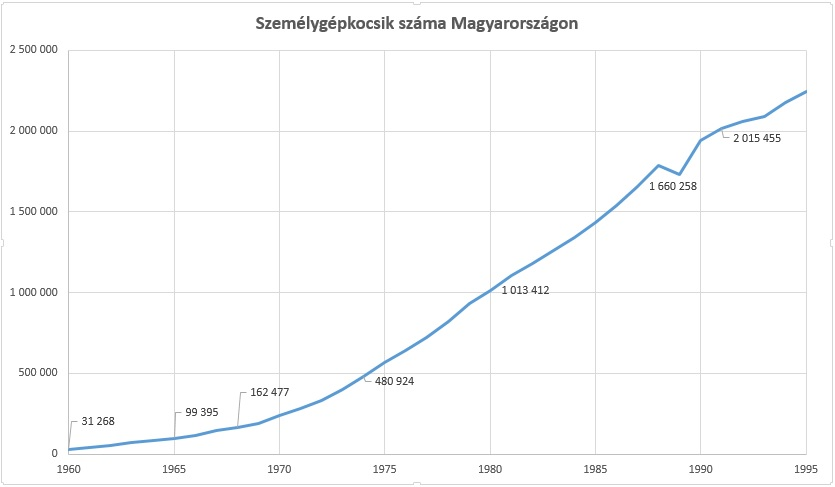
Személygépkocsik száma Magyarországon 1960-1995, Forrás: KSH